# Barthélemy Prieur

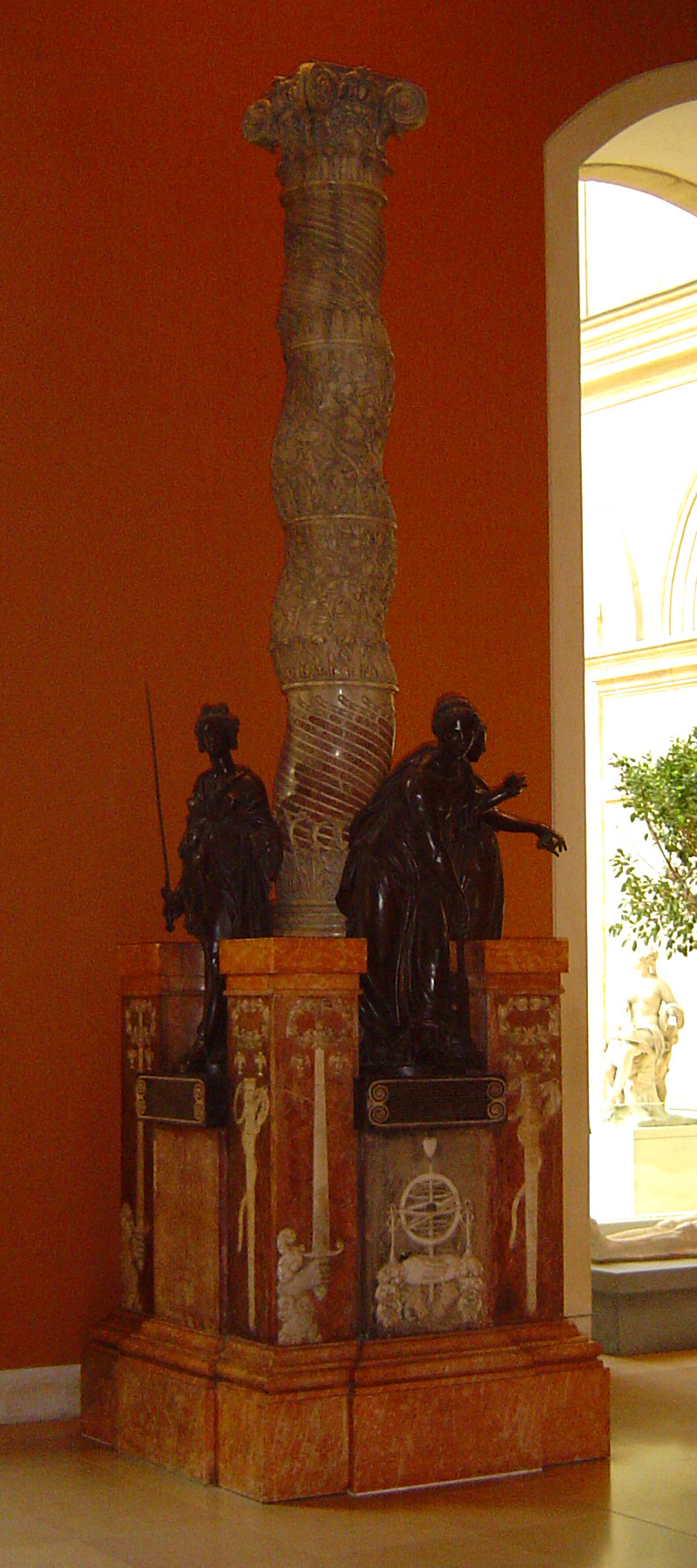
Monumento al cuore di Anne de Montmorency

Barthélemy Prieur (Berzieux, 1536 circa – 1611) è stato uno scultore francese.

## Biografia
Era nato in una famiglia ugonotta a Berzieux, Champagne (ora nel dipartimento della Marna). Si recò in Italia, dove lavorò, dal 1564 al 1568, per Emanuele Filiberto, duca di Savoia a Torino. Al suo ritorno in Francia, si occupò principalmente di monumenti e busti funerari, ma anche di piccoli bronzi.
Nel 1571 iniziò a lavorare sotto Jean Bullant al Palazzo del Louvre, dove era contemporaneo di Germain Pilon. Nel 1585 creò il monumento a Christophe de Thou, ora conservato al Museo del Louvre e, nel 1591, fu nominato scultore del re Enrico IV. Restaurò il marmo romano ora chiamato la Diana di Versailles nel 1602.
Molti dei suoi bronzi sono conservati alla National Gallery of Art di Washington, tra cui Gladiator, Lion Divouring a Doe, Seated Woman Pulling a Thorn from Her Heel e Small Horse. I suoi busti in bronzo del re Enrico IV e di sua moglie Maria de' Medici (circa 1600) sono ora all'Ashmolean Museum. Il suo Monument du coeur du connétable Anne de Montmorency è in mostra al Louvre.